# Kanuslalom-Weltmeisterschaften 1985
Die 19. Kanuslalom-Weltmeisterschaften fanden 1985 vom 12. bis 16. Juni im Augsburger Eiskanal statt. Nach 1957 war Augsburg zum zweiten Mal Austragungsort der Weltmeisterschaften. Teilnehmer aus 20 Nationen nahmen an den Wettbewerben teil.

## Medaillengewinner

### Männer

#### Canadier
| Event    | Gold | Zeit (s) | Silber                                                                                                | Zeit (s) | Bronze                                                                                               | Zeit (s) |
| C-1      | David Hearn                                                                                               | 223,21   | John Lugbill                                                                                          | 235,91   | Martyn Hedges                                                                                        | 240,30   |
| C-1 Team | Vereinigte StaatenDavid Hearn John Lugbill Kent Ford                                                      | 282,99   | BR DeutschlandGerald Moos Andreas Kübler Ulrich Weber                                                 | 308,71   | PolenEdward Florian Piotr Sarata Adam Pietrasik                                                      | 340,07   |
| C-2      | BR DeutschlandStephan Küppers Thomas Klein-Impelmann                                                      | 267,15   | FrankreichPierre Calori Jacques Calori                                                                | 272,51   | BR DeutschlandGünther Wolkenaer Fredi Zimmermann                                                     | 273,63   |
| C-2 Team | TschechoslowakeiJiří Rohan & Miroslav Šimek Miroslav Hajdučík & Milan Kučera Viktor Beneš & Ondřej Mohout | 329,11   | FrankreichPierre Calori & Jacques Calori Emmanuel del Rey & Thierry Saïdi Michel Saïdi & Jerome Saval | 380,55   | Vereinigte StaatenCharles Harris & John Harris Lecky Haller & Fritz Haller Paul Grabow & Mike Garvis | 384,03   |

#### Kajak
| Event    | Gold                                                   | Zeit (s) | Silber                                                      | Zeit (s) | Bronze                                               | Zeit (s) |
| K-1      | Richard Fox                                            | 210,56   | Peter Micheler                                              | 220,60   | Luboš Hilgert                                        | 221,07   |
| K-1 Team | BR DeutschlandPeter Micheler Toni Prijon Jürgen Kübler | 248,62   | FrankreichChristophe Prigent Pascal Marinot Manuel Brissaud | 258,22   | JugoslawienMarjan Štrukelj Janež Skok Jernej Abramič | 264,75   |

### Frauen

#### Kajak
| Event    | Gold                                                                        | Zeit (s) | Silber                                                     | Zeit (s) | Bronze                                                          | Zeit (s) |
| K-1      | Margit Messelhäuser                                                         | 258,69   | Marie-Françoise Grange-Prigent                             | 261,18   | Gail Allan                                                      | 264,26   |
| K-1 Team | FrankreichSylvie Arnaud Marie-Françoise Grange-Prigent Myriam Fox-Jerusalmi | 382,24   | BR DeutschlandGabi Schmid Margit Messelhäuser Ulla Steinle | 392,41   | Vereinigtes KönigreichElizabeth Sharman Gail Allan Karen Davies | 457,66   |

## Medaillenspiegel
| Platz  | Land                   | Gold | Silber | Bronze | Gesamt |
| ------ | ---------------------- | ---- | ------ | ------ | ------ |
| 1      | BR Deutschland         | 3    | 3      | 1      | 7      |
| 2      | Vereinigte Staaten     | 2    | 1      | 1      | 4      |
| 3      | Frankreich             | 1    | 4      | —      | 5      |
| 4      | Vereinigtes Königreich | 1    | —      | 3      | 4      |
| 5      | Tschechoslowakei       | 1    | —      | 1      | 2      |
| 6      | Polen                  | —    | —      | 1      | 1      |
| 6      | Jugoslawien            | —    | —      | 1      | 1      |
| Gesamt | Gesamt                 | 8    | 8      | 8      | 24     |